# Literatura do Rio Grande do Sul

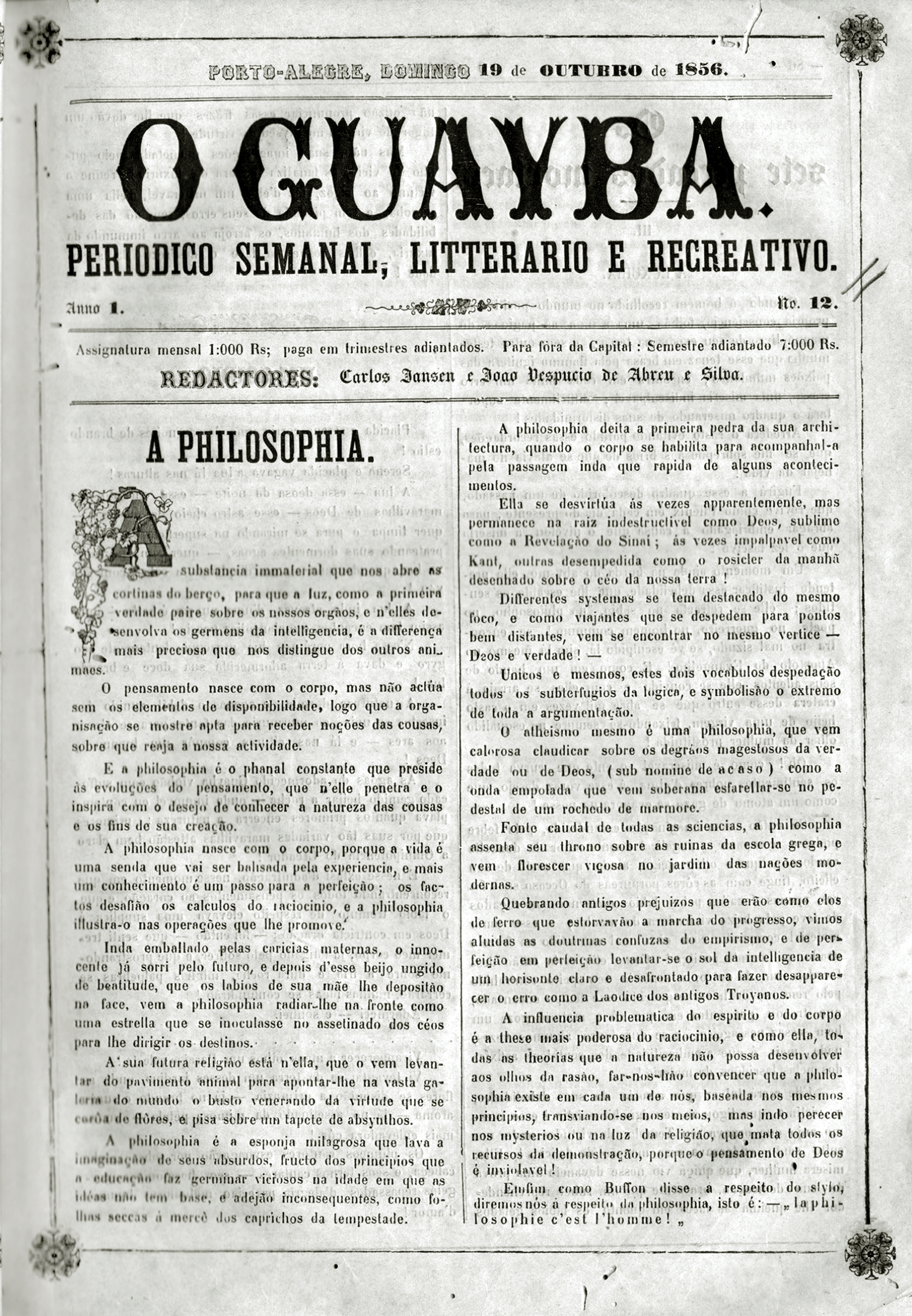
Edição nº 12 de O Guayba, o primeiro jornal literário da província.

Literatura do Rio Grande do Sul refere-se à produção literária realizada no estado brasileiro do Rio Grande do Sul. Sua história inicia com o processo de ocupação do território pelos conquistadores espanhóis e portugueses. Os primeiros testemunhos de uma escrita produzida localmente surgem no início do século XVII e se devem a missionários jesuítas, viajantes, exploradores, militares e oficiais das Coroas ibéricas, que produziram crônicas de caráter descritivo, oferecendo vislumbres das características geográficas da terra, da sua fauna e flora, seus recursos naturais, dos índios que ali habitavam e das atividades militares. 
Devido a uma arrastada disputa entre Portugal e Espanha pela posse da região, o Rio Grande do Sul permaneceu com suas fronteiras móveis e em um estado de tensão e conflito mais ou menos constante ao longo de quase três séculos, e essa instabilidade política crônica, associada a uma sociedade eminentemente agrária e militarizada, uma economia pouco dinâmica, um sistema de comunicações precário e moroso e um maciço analfabetismo, impediu por muito tempo o desenvolvimento de uma cultura literária robusta. Essa situação começou a mudar lentamente no início do século XIX, com o crescimento de algumas cidades e a formação de uma sociedade urbana, onde uma burguesia emergente passava a se interessar pelas artes e pelas letras. Em meados do século XIX a efervescência cultural já era grande, surgia uma série de jornais políticos, humorísticos, técnico-científicos, informativos, folhetins, fundavam-se grêmios culturais e começavam a aparecer as primeiras publicações com uma literatura de caráter definidamente artístico, incluindo livros de poesias, romances, novelas, crônicas e contos, além de uma imprensa exclusivamente dedicada à literatura, trazendo crítica literária, artística e teatral, traduções de autores estrangeiros e uma pletora de produções locais em vários gêneros.
A consolidação definitiva de um sistema literário na província e o fomento sistemático da produção autóctone ocorreu a partir de 1868 com a fundação da Sociedade Partenon Literário, que agregou a nata da intelectualidade gaúcha. O Partenon foi um divisor de águas. Deu forma, unidade e substância aos ensaios dispersivos que vinham ocorrendo até então, estimulou a prática da leitura e da criação, valorizou o regionalismo, educou o gosto do público, fundou uma revista mensal de ampla repercussão, organizava saraus e conferências regulares sobre assuntos literários, estéticos, religiosos e filosóficos e uma variedade de outros temas relevantes para aquele momento histórico, como a moralização dos costumes, o modelo político nacional, o sistema educativo, a definição da identidade regional, a abolição da escravatura e a emancipação da mulher, e foi um exemplo para a fundação de instituições similares em todo o Rio Grande. Ali atuaram quase todos os principais autores gaúchos do século XIX. 
O Partenon encerrou suas atividades em 1899. Desde então a literatura estadual não fez senão se expandir, embora com momentos mais ou menos ativos, acompanhado as diferentes correntes estéticas que floresceram ao longo do século XX. Hoje o Rio Grande do Sul conta com uma tradição literária firmemente estabelecida, é um importante polo de produção em âmbito nacional, com uma grande população de escritores ativos nos mais variados gêneros, muitos deles reconhecidos internacionalmente, o estado dispõe de cursos de graduação e pós-graduação em Letras em muitas universidades, e a bibliografia crítica e historiográfica é volumosa.

## Inícios: os cronistas
O Rio Grande do Sul é um estado de criação recente. Após a descoberta do Brasil em 1500, em virtude dos termos do Tratado de Tordesilhas, o território do estado pertencia à Coroa espanhola, e a parte portuguesa do continente terminava na altura da cidade de Laguna, no atual estado de Santa Catarina. Alguns navegadores espanhóis e portugueses percorreram o litoral no século XVI, fazendo alguns registros, mas o povoamento ainda não iniciara. Entre 1605 e 1607 os missionários jesuítas João Lobato e Jerônimo Rodrigues, estabelecidos em Laguna, fizeram expedições de reconhecimento da região em torno, e devem ter chegado a penetrar na área do atual Rio Grande do Sul. Isso se deduz pelo conteúdo da crônica Notitiae missionum brasiliensium de Rodrigues, que traz relatos sobre a vida dos índios que por aqui habitavam e sobre a geografia da região de Torres, e que podem ser considerados, conforme Guilhermino César, os primeiros documentos literários substanciais produzidos localmente.

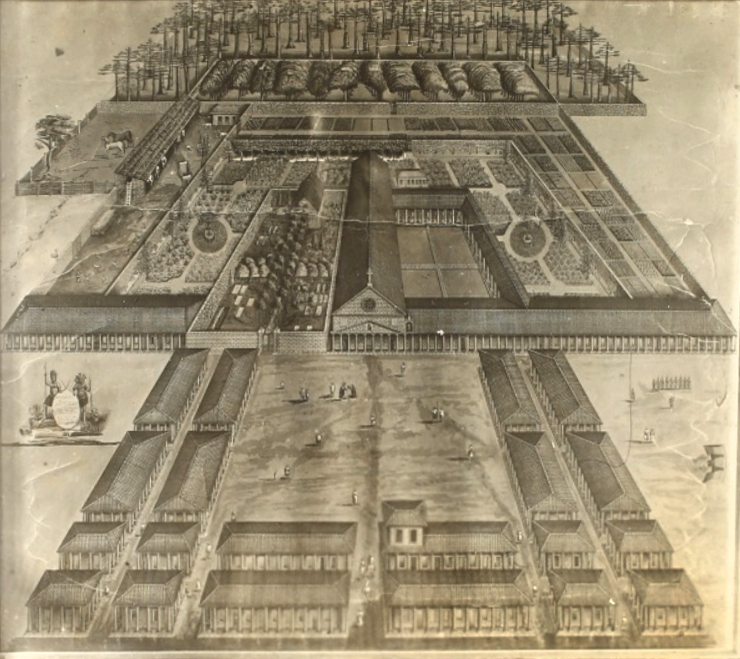
O sofisticado plano urbanístico da Redução de São João Batista.

Pouco depois, a partir de 1626, os espanhóis iniciaram o povoamento da região noroeste através da fundação de diversas missões jesuíticas, das quais as mais célebres foram os Sete Povos das Missões, e começaram um avanço pelo centro ao longo do vale do rio Jacuí, chegando quase até a região de Porto Alegre. Essas reduções desenvolveram um próspero modelo de civilização, e seus padres diretores, geralmente pessoas de amplo preparo intelectual, deixaram um significativo corpo de crônicas descrevendo a vida dos povos indígenas, a geografia, a fauna e a flora da região, sendo os fundadores da literatura do Rio Grande.
Outro relato substancial sobre o Rio Grande foi deixado pelo jesuíta português Simão de Vasconcelos na sua Crônica da Companhia de Jesus de 1663, e diz Guilhermino César que "com desmedidos encômios à riqueza potencial do Rio Grande, contribuiu certamente para torná-lo cobiçado, fazendo-o conhecido sob o aspecto não desprezível da exploração intensiva dos seus rebanhos, que haviam prosperado à lei da natureza. [...] Em consequência, vemos surgir na mente do colonizador, de alto a baixo, outro tipo de interesse econômico, voltado tanto para as minas como para o aproveitamento industrial das vacarias meridionais".
Enquanto isso diversos bandeirantes percorriam essas terras em busca de tesouros e à caça de índios para escravização, contribuindo para ampliar o conhecimento do território. Esse conhecimento é patente no conteúdo dos trechos de crônica que Manuel Jordão da Silva enviou em suas cartas às autoridades da Metrópole em 1698 narrando sua malograda tentativa de fundar um povoado no sul, trazendo uma significativa massa de informações sobre a geografia, caminhos e meios de comunicação, os índios e os recursos naturais. Outros documentos de semelhante teor e interesse são o Roteiro de Domingos da Filgueira de 1703, a Informação sobre a Colônia do Sacramento do major Francisco Ribeiro, de 1704, a Informação sobre a Laguna e o Rio Grande dos juízes e oficiais da Câmara de Laguna, de 1715, as Notícias práticas da costa e povoações do mar do sul do sargento-mor Manuel Gonçalves de Aguiar, de 1721, o Compêndio noticioso do continente do Rio Grande de São Pedro até o distrito do governo de Santa Catarina do engenheiro e governador Francisco João Roscio, de 1781, entre outros.
Vários outros documentos similares a essas crônicas informativas e correspondência foram produzidos por missionários, oficiais da Coroa, viajantes e exploradores ao longo do século XVIII e nas primeiras décadas do século XIX, bem como diversos registros de operações militares, entre os quais merecem lembrança o Diário da expedição de Gomes Freire de Andrade às Missões do Uruguai do oficial Jacinto Rodrigues da Cunha, de 1756, a Relação dos serviços que pratiquei na conquista dos Sete Povos Guaranis das missões orientais do Uruguai desde o principio até o fim da Guerra próxima passada, do tenente-coronel Manuel dos Santos Pedroso, de 1802, e a Memória do furriel Gabriel Ribeiro de Almeida, de 1806, mas uma literatura de outra natureza não encontrava condições de florescer. O processo de ocupação do território pelos portugueses foi lento e turbulento, e a região permaneceu até meados do século XIX em um estado de conflito militar crônico.

## Século XIX: a fundação de uma literatura autônoma

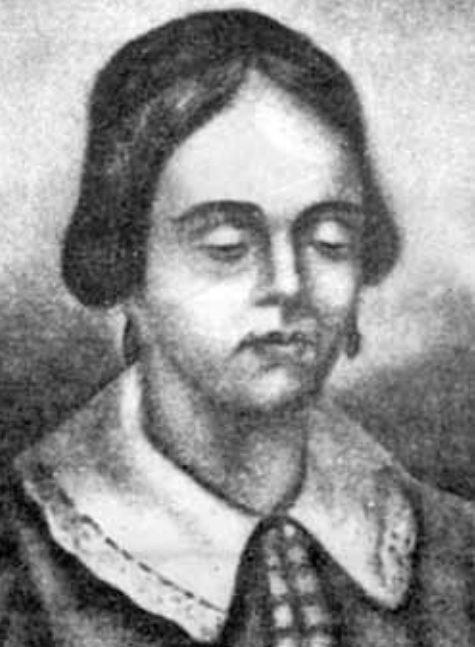
Delfina Benigna da Cunha.

O Tratado de Badajoz de 1801 definiu os limites do atual estado, encerrando um capítulo importante na história do Rio Grande. Já havia alguns centros urbanos importantes — Porto Alegre, Rio Grande, Viamão, Pelotas e Rio Pardo — e a sociedade começava a se estruturar, mas os conflitos estavam longe de serem pacificados. Em 1811 eclodia a Primeira Campanha da Cisplatina, entre 1825 e 1828 a Guerra da Cisplatina trazia novos tumultos e entre 1835 e 1845 a província se viu dividida pela Revolução Farroupilha. As dificuldades para o florescimento da literatura aumentavam com a precariedade do sistema educativo, com uma elevada taxa de analfabetismo e com uma economia frágil e pouco dinâmica.
A despeito de todos esses obstáculos, iniciava um processo de autonomização da literatura gaúcha, ainda lento, é verdade, mas irreversível. Em 1823 Maria Clemência da Silveira Sampaio publicava aquele que, embora fosse um opúsculo de apenas oito páginas e lançado no Rio de Janeiro, é o primeiro trabalho conhecido de literatura artística de autor gaúcho, os Versos heroicos. Em 1827 fundava-se em Porto Alegre o primeiro jornal da província, O Diário de Porto Alegre, uma publicação do governo destinada à divulgação de atos oficiais, e em 1834 Delfina Benigna da Cunha publicava o primeiro livro de poesia impresso localmente, as Poesias oferecidas às senhoras rio-grandenses. Outros marcos da primeira metade do século XIX são os Anais da Capitania de São Pedro (1819-1822), do visconde de São Leopoldo, e as Memórias ecônomo-políticas sobre a administração pública do Brasil (1822-1823) de Antônio José Gonçalves Chaves, trabalhos pioneiros no campo da historiografia e da análise sócio-econômica-política, Filósofa por amor (1845), de Ana Eurídice Eufrosina de Barandas, o primeiro livro de contos publicado no Rio Grande, e A divina pastora (1847), de Caldre e Fião, o primeiro romance.

### Imprensa
Neste período a fermentação cultural se dinamizava. Outros jornais apareciam em rápida sucessão não só na capital, trazendo poesias esparsas, crônicas do cotidiano, noticiário político e informativo e os primeiros folhetins com literatura ligeira. Podem ser citados a título de exemplo o Constitucional Rio-Grandense, O Amigo do Homem e da Pátria, O Vigilante, o Sentinela da Liberdade, O Noticiador, O Echo Porto Alegrense, O Pelotense, e alguns, atendendo a colônia alemã, eram publicados em alemão, como Der Kolonist, o Deutsche Zeitung e o Deutsches Volksblatt. 
Desde o período da Revolução Farroupilha quase todos jornais tinham como propósito principal defender programas políticos. Segundo Francisco das Neves Alves, "a imprensa rio-grandense nascia assim sob a égide do partidarismo, uma vez que os jornais tinham por característica essencial o engajamento partidário, buscando sustentar uma causa e derruir a do adversário. Os periódicos serviam à sustentação do confronto discursivo, demarcavam os estereótipos do aliado e do inimigo, do que era 'o nosso' e o que era 'dos outros', numa perspectiva muitas vezes maniqueísta de apresentar aos leitores uma versão do 'bem' e do 'mal'. [...] Nessa época, as páginas dos jornais recendiam a pólvora e a chumbo, quase como nos campos de batalha, e o sangue também parecia correr pelo papel. A linguagem era forte e vibrante, muitas vezes direcionava-se mais à emoção do que à razão, no constante intento de promover a exaltação da opinião pública". Quase todos eram de pequeno formado, com duas a oito páginas, e quase todos tiveram vida muito breve. Contudo, com o passar dos anos se observa uma expressiva diversificação na imprensa gaúcha e sua difusão por todo o interior do estado. Surgem os jornais técnicos e científicos, os destinados aos colonos imigrantes de várias nacionalidades, com destaque para a imprensa colonial italiana, a imprensa ilustrada, a imprensa humorística, folhetins independentes e a imprensa literária. Já para o fim do século são fundados os primeiros jornais destinados à promoção da causa operária, como O Operário, de Pelotas, e L'Avvenire, de Porto Alegre. Em 1885 somente em Porto Alegre havia 85 periódicos em circulação.

### Imprensa literária

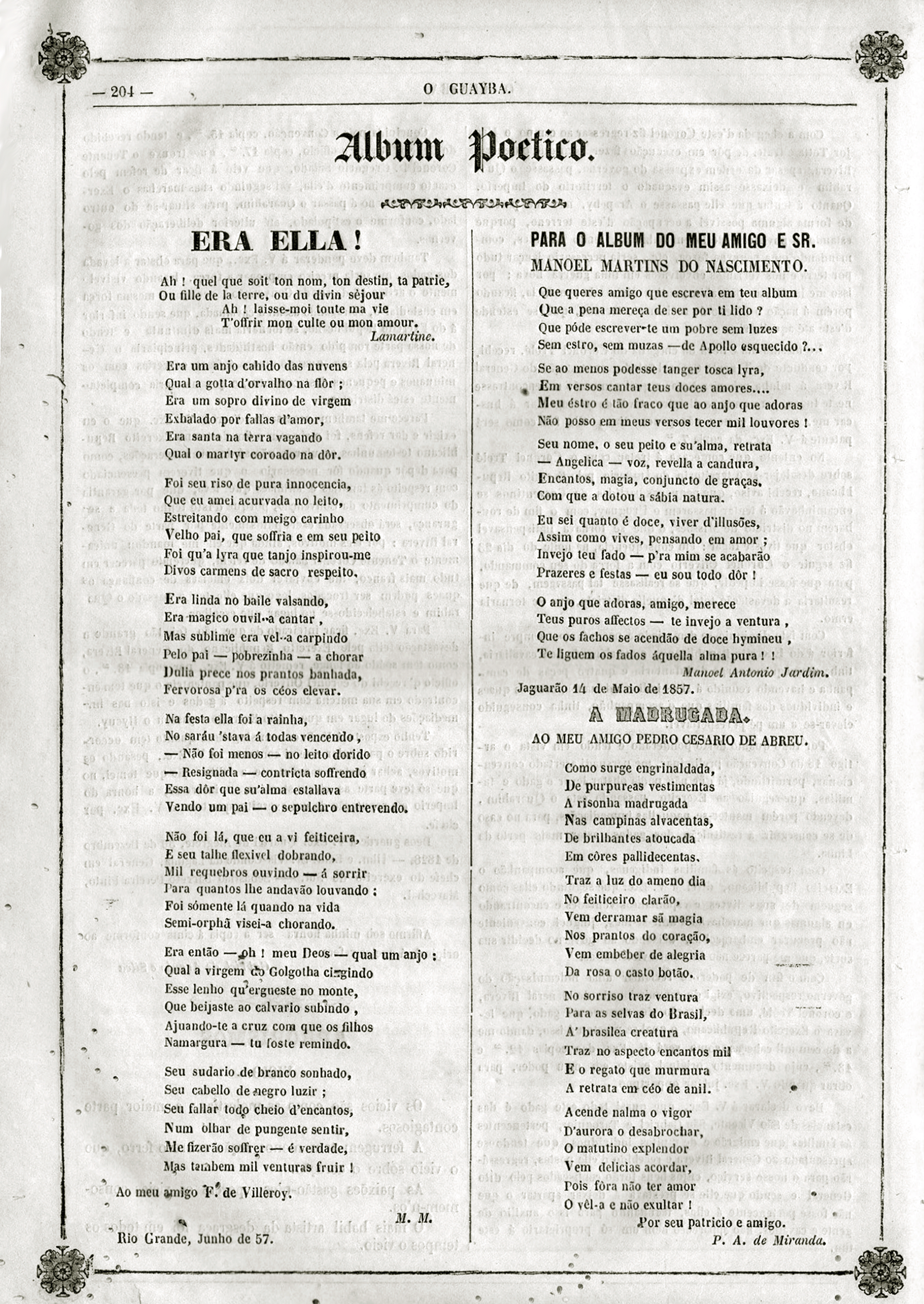
Seção "Álbum Poético" do jornal O Guayba, edição de 28 de junho de 1857.

Em 1856 aparecia o primeiro periódico destinado inteiramente à literatura, O Guayba, que circulou até 1858, com diversos colaboradores de relevo na cena intelectual, como Carl Jansen, Félix da Cunha, Rita Barém de Melo, João Vespúcio de Abreu e Silva, Eudoro Berlink, Zeferino Vieira, Pedro Antônio de Miranda e muitos outros.
O Guayba foi um marco importante por diversos motivos. As obras publicadas tinham um nível geral apreciável, reuniu a primeira geração romântica da província, um núcleo de agentes culturais unidos por ideias e aspirações comuns, preocupados com a educação do gosto e ampliação dos horizontes culturais do público, o fomento à leitura e a constituição de um legado histórico-literário definido; estabeleceu laços com a literatura produzida no centro do país, deu a conhecer autores estrangeiros em traduções e resenhas, e sua leitura oferece um vívido panorama da ebulição cultural que já se desenvolvia no Rio Grande a despeito de um meio ainda carente de recursos de todas as ordens.
O Guayba deu também estímulo para o aparecimento de vários outros periódicos literários, e na segunda metade do século esse gênero de imprensa se multiplicaria abundantemente, podendo ser citados o Álbum de Domingo, a Revista Mensal da Sociedade Culto às Letras, o Murmúrios do Guaíba, o Aurora Literária, a Revista da Sociedade Ensaios Literários, o Álbum do Domingo, o Atualidade, a Revista Literária, a revista Artes e Letras, o Eco de Ultramar, O Combate, O Lábaro, a Revista Arcádia, e o Álbum Semanal, entre muitos outros.

### O Partenon Literário

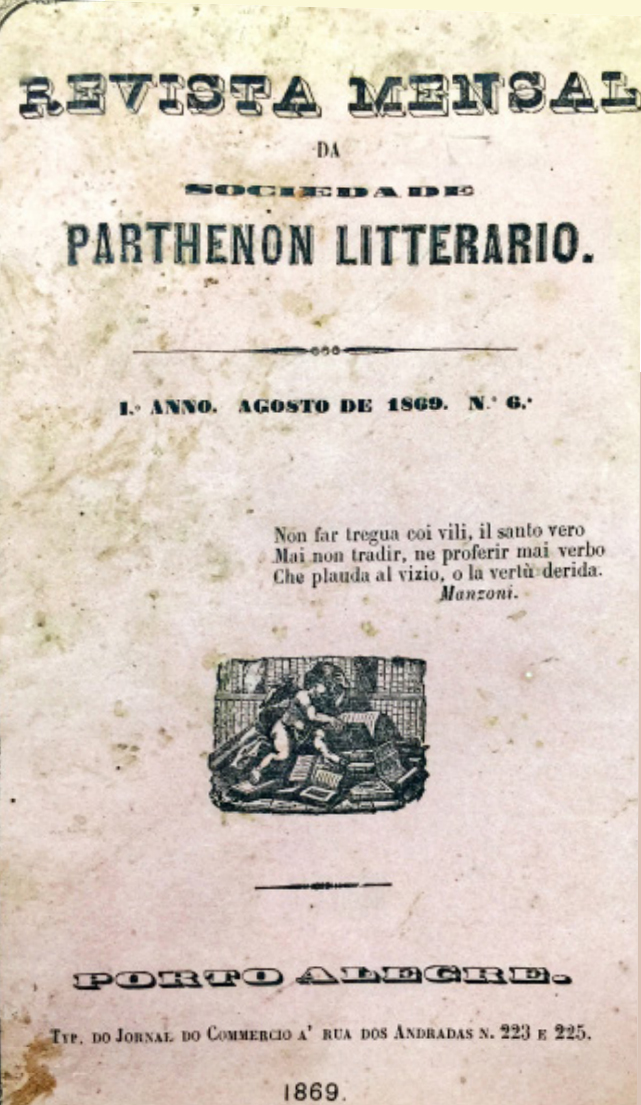
Capa da Revista Mensal da Sociedade Partenon Literário, nº 6, agosto de 1869.

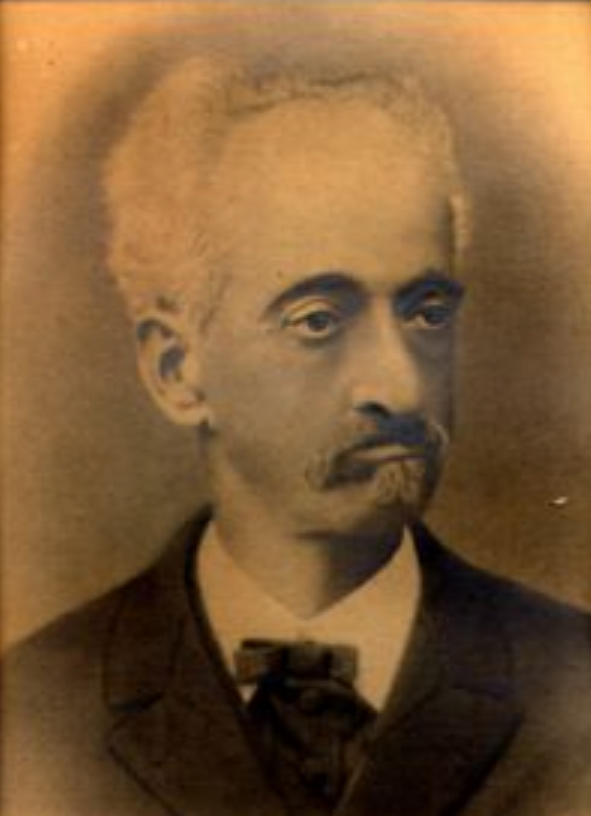
Apolinário Porto Alegre, principal líder do Partenon.

Em 1868, em um período de grande efervescência político-social causada pelos movimentos republicanos e abolicionistas, ocorreu a fundação da Sociedade Partenon Literário na cidade de Porto Alegre, reunindo a maioria dos principais literatos, educadores e intelectuais rio-grandenses. O grupo mantinha uma ampla gama de interesses, que passavam pelo abolicionismo, a emancipação da mulher, o cultivo do regionalismo e da estética romântica, o aprimoramento moral da sociedade, a ampliação do público leitor e educação do seu gosto, a promoção da ideal republicano, a melhoria do sistema escolar e educativo, o debate filosófico e científico, a organização de um sistema literário na província, o incentivo à produção local e outros. O grupo fundou uma escola, uma biblioteca e o primeiro museu da província, e publicava a Revista Mensal, que teve ampla circulação na capital e no interior, trazendo uma variedade de peças de crítica, prosa, poesia, teatro, filosofia, pedagogia, biografias e estudos históricos e culturais.
Contando com mais de 150 sócios efetivos e uma rede de mais de 300 colaboradores, seu aparecimento foi um marco decisivo da história da literatura do estado. Segundo Athos Damasceno, a sociedade promoveu "o desentorpecimento de todo o aparelho institucional, em benefício do progresso do Rio Grande. E aí se surpreendem os primeiros sinais dessa nova fase de nossa História"; "e não apenas irá atuar vincadamente em nosso meio, intervindo em todas as esferas da vida rio-grandense, como será o ponto de partida, a origem de novas sociedades literárias que, no decorrer dos últimos trinta anos da centúria hão de construir-se, transmitindo umas às outras as responsabilidades do processamento de nossa cultura, seu sentido e seus objetivos". Para Maria Eunice Moreira, "a proposição de mecanismos eficazes para a concretização de suas metas, a descoberta e a divulgação de autores e obras, a formação de um público leitor não só na capital, mas no interior, associados à sua longa duração, conferiram à sociedade um papel mítico na história da literatura riograndense. Reunidos pelos ideais republicanos e aglutinados por princípios políticos comuns, quais sejam, a república e a abolição da escravatura, a geração do Partenon Literário, como ficou conhecido esse grupo de intelectuais, provocou uma verdadeira revolução numa Província geralmente mais sacudida pela guerra do que pelas letras". Entre seus principais membros podem ser citados Caldre e Fião, Apolinário Porto Alegre, Vasco de Araújo e Silva, Damasceno Vieira, Aurélio Veríssimo de Bittencourt, José Bernardino dos Santos, Aquiles Porto Alegre, Manuel Pereira da Silva Ubatuba, Hilário Ribeiro, Francisco de Sá Brito, Juvêncio Paredes, João Câncio Gomes, Múcio Teixeira, Lobo da Costa, Luciana de Abreu, Augusto Rodrigues Totta, Bernardo Taveira Júnior, Carlos von Koseritz.
Apesar da sua importância fundamental na dinamização e sistematização do circuito literário, na valorização do escritor como um profissional, na organização estética e diversificação da temática literária, na fundação da literatura de temática gauchesca, na consolidação da crítica literária como uma atividade autônoma e distinta do jornalismo, para a crítica recente o valor especificamente literário da produção desse grupo, embora com várias exceções, em geral é considerado pequeno, e guarda um interesse principalmente histórico. De qualquer maneira, o estudo das atividades e publicações do Partenon oferece o mais completo retrato da intelectualidade gaúcha do fim do século XIX.

### Literatura feminina

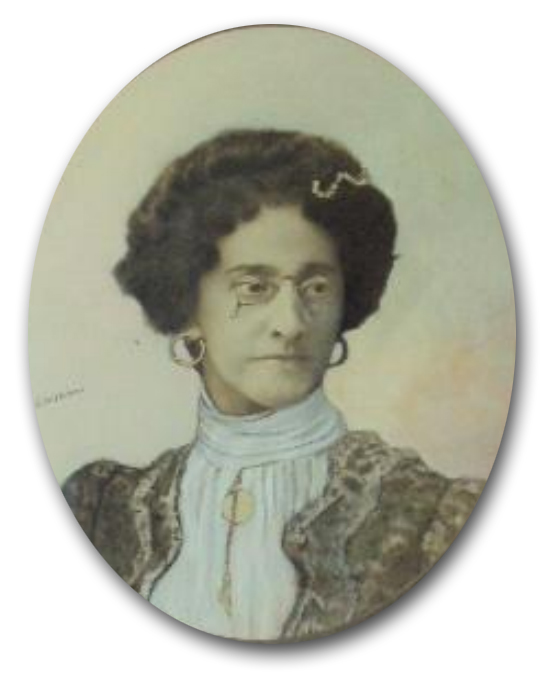
Revocata Heloísa de Melo.

Embora muito negligenciadas na bibliografia crítica mais antiga, as mulheres tiveram uma participação relevante na construção da literatura rio-grandense desde o início do século XIX, numa época em que sofriam uma série de preconceitos que questionavam sua capacidade intelectual e sua estabilidade psicológica, limitavam suas possibilidades de educação e as circunscreviam à esfera doméstica. Muitas delas, de fato, muito antes da emergência do feminismo, marcaram sua época por sua personalidade inquieta e transgressora e lutaram em busca de um papel ativo na sociedade, independente da tutela masculina. Além das já citadas Delfina da Cunha e Ana de Barandas, outras deixaram obra meritória na prosa, na poesia ou no jornalismo, como Luciana de Abreu, Amália dos Passos Figueiroa, Luísa de Azambuja, e sobretudo Rita Barém de Melo, que se destaca pela temática variada e pela intensidade da sua expressão. Julieta de Melo Monteiro e sua irmã Revocata Heloísa de Melo fundaram em 1883 em Rio Grande o primeiro periódico literário feminino, O Corymbo, que permaneceu ativo por 60 anos e foi um centro importante para a reunião de mulheres engajadas na emancipação do seu gênero.

### Romantismo e outras correntes
Os autores que trabalharam na primeira metade do século XIX ainda guardam traços da escola árcade, especialmente os que cantaram os feitos heroicos dos participantes da Revolução Farroupilha, mas sua produção é pequena, não tem uma qualidade muito alta e em geral é considerada pouco relevante para a evolução estética da literatura gaúcha, embora deva ser lembrada como um documento histórico. Além disso, no período em que atuaram o Arcadismo já estava praticamente esgotado no resto do país. É um consenso entre a crítica que a literatura gaúcha inicia como um movimento organizado e consistente sob a égide dos partenonistas, quando o estilo dominante era o Romantismo.

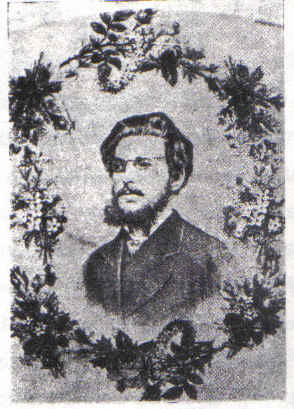
Lobo da Costa.

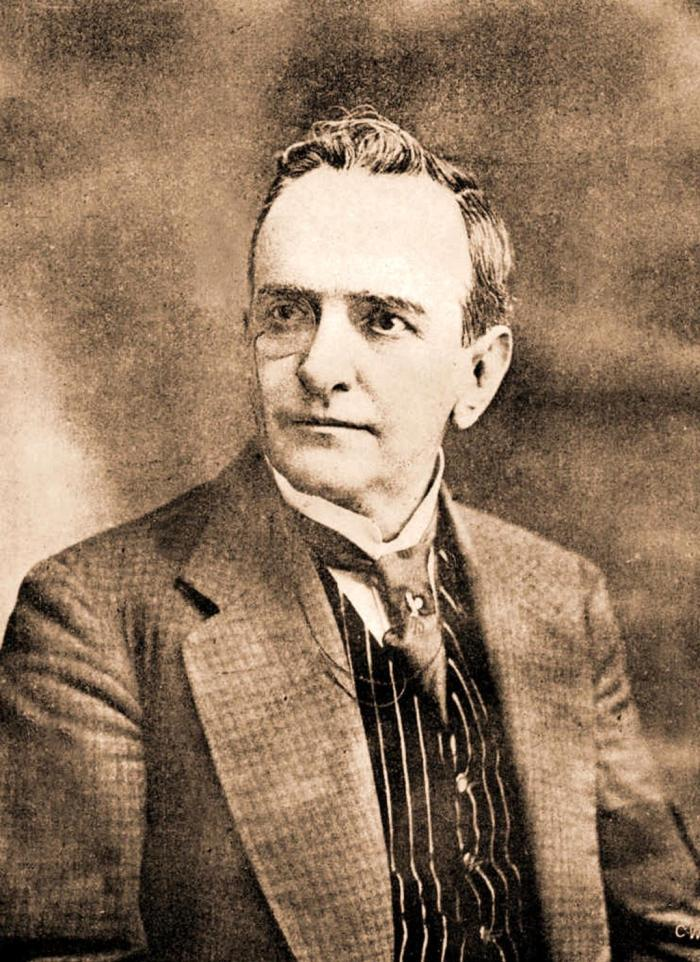
Múcio Teixeira.

O Romantismo surgiu num momento em que estava em estágio avançado a gestação do sentido de brasilidade, baseado na valorização do elemento nativo em contraposição à herança portuguesa. Também entravam em cena uma inclinação individualista e libertária, a exploração da expressão emocional intensa, a ênfase na originalidade, na sensorialidade, no pitoresco e na cor local, o amor pela natureza, a aproximação com os valores do povo e suas tradições peculiares, e um projeto de renovação social, política e institucional. No panorama nacional, a temática indianista se tornou um dos principais focos de concentração dos escritores românticos, mas no Rio Grande em lugar do índio foi colocado o gaúcho. Alguns intelectuais, como Cezimbra Jacques e Augusto Varela, e outros ligados ao Instituto Histórico e Geográfico da Província de São Pedro do Rio Grande, começavam a fazer pesquisas sobre a história e o folclore local e os hábitos de vida do gaúcho, identificado como principal elemento formador da identidade sociocultural regional. O Instituto teve vida curta, mas seu legado foi continuado e expandido pelos partenonistas, e através deles o gaúcho, que nesta altura já era uma pálida e domesticada sombra do que fora nos tempos de desbravamento do território, foi mitificado e transformado em herói, uma síntese de valores idealistas recolhidos do cancioneiro farroupilha e do folclore que cercava os índios e os primeiros povoadores, um modelo de independência, bravura, virilidade, honestidade e honradez, criando uma imagem de grande vitalidade que ainda hoje exerce considerável influência cultural.
Além disso, a temática gauchesca romantizada se associava aos interesses dos grupos republicanos, da classe política dominante e dos grandes estancieiros, que desejavam consolidar uma identidade regional forte o bastante para projetar a província no cenário político nacional e ampliar sua autonomia. Obras como O vaqueano (1872, novela), de Apolinário Porto Alegre, O tropeiro (1872, romance), de Aquiles Porto Alegre, Um Farrapo não se rende (1874–1875, novela), de Vítor Valpírio,  Flores do pampa (1875, poesia), de Múcio Teixeira, Serões de um tropeiro (1875, contos), de José Bernardino dos Santos, e Auras do sul (1888, poesia), de Lobo da Costa, são bons exemplos do primeiro ciclo do regionalismo gauchesco, mas a maioria dos autores do fim do século transitou através de várias temáticas e acompanhou a evolução estética adotando mais tarde tendências naturalistas, realistas, parnasianas e simbolistas.
Outra temática proeminente entre os românticos foi a do amor, muitas vezes retratado como impossível, trágico ou infeliz, em batalha contra um mundo adverso e insensível, muitas vezes entremeado à temática da morte, carregando as páginas de melancolia, desilusão e saudade. Quando bem sucedido, o amor romântico pode transbordar em delírios de felicidade e glória e assumir características catárticas, redentoras e divinas, mas também pode se revelar fonte de lirismo intimista e delicado. O amor pode também ser idealizado e vivido num plano de transcendência, quando adquire as cores do heroísmo, do sublime e da santidade, ou pode ser estendido para a natureza, para a humanidade, para a Pátria, para o torrão natal ou para a família.
A partir da década de 1880 o Romantismo começa a perder força, e por influência do positivismo, do determinismo e do cientificismo, assim como da obra de Émile Zola e Gustave Flaubert, surgem no sul as correntes do Naturalismo e Realismo, com uma preocupação de oferecer uma visão mais desapaixonada, lúcida, crítica e objetiva da realidade, permitindo a introdução de temas antes distantes da idealização romântica — os aspectos mais sombrios da vida, como a decadência moral, os vícios e desvios do comportamento normatizado, a miséria, a corrupção política, o fanatismo religioso, a sexualidade, as desigualdades sociais —, bem como se torna mais complexa, nuançada e dinâmica a caracterização psicológica dos personagens. A coletânea de poesia Bromélias (1874), de Apolinário Porto Alegre, é uma das obras precursoras dessa tendência, e os periódicos Álbum do Domingo e a Revista Culto às Letras, suas principais plataformas de divulgação. Em Porto Alegre foram defensores dessa estética Carlos Jansen, Carlos von Koseritz, Damasceno Vieira e outros. Em Pelotas se formou um importante polo de escritores, principalmente através da atividade de Paulo Marques, cuja obra Vênus ou o dinheiro (1881) escandalizou a sociedade local, Francisco de Paula Pires, Albino Costa e outros. Em Bagé merece nota Pedro Luiz Osório Filho com o romance O poder da carne (1890), onde descreveu casos sexuais patológicos, ao mesmo tempo despertando escândalo e fazendo sucesso.
O fim do século XIX também é marcado pela aparição do Parnasianismo poético. A corrente teve um precursor em Damasceno Vieira, com sua Musa moderna (1855), mas só adquiriu consistência após a publicação de Opalas (1884), de Antônio da Fontoura Xavier, e Iluminuras (1884), de Aquiles Porto Alegre. O Parnasianismo deu continuidade à busca pela objetividade e exterioridade já presente entre os naturalistas e realistas, mas recuperou tradições clássicas no universalismo do pensamento e no culto à forma perfeita, ao belo e à expressão harmoniosa e equilibrada. Porém, no Rio Grande o Parnasianismo se desviou do modelo europeu preservando boa dose de subjetivismo. Outros parnasianos importantes foram Alberto Ferreira Ramos, Alarico Ribeiro, Victor Silva, Renato Cunha, Julieta de Melo Monteiro, Luiz Barbosa Neto e Antônio Eliezer Leal de Souza.

## Transição para a modernidade: 1890-1920

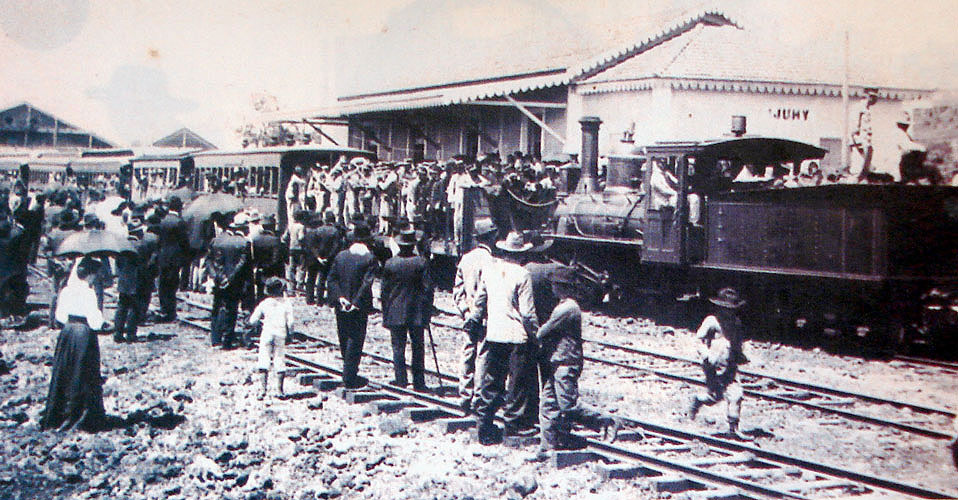
Chegada do trem em Ijuí.

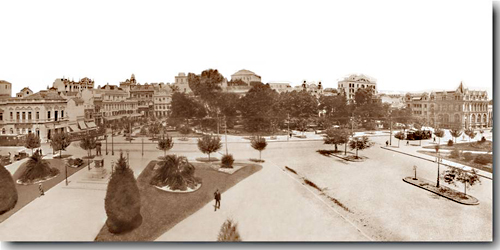
A Praça da Alfândega de Porto Alegre após sua reurbanização.

A passagem do século XIX para o século XX viu um Rio Grande do Sul em franca transformação. Após a subida de Júlio de Castilhos à posição de presidente do estado em 1891, o Partido Republicano Rio-Grandense iniciava uma dominação absoluta da esfera política que se prolongaria até o fim da década de 1930, monopolizando virtualmente todos os cargos públicos e eletivos. O positivismo se tornava uma filosofia de grande influência, adotada pelo PRRG, pregando reformas progressistas. Na economia os governos procuravam incentivar a agricultura e a indústria a fim de superar o acentuado declínio das charqueadas, que por muito tempo haviam sido o principal sustentáculo econômico da província. Inovações tecnológicas e científicas importantes, aparecendo em rápida sucessão, aumentavam a eficiência de certas formas de trabalho e condenavam outras à obsolescência, aceleravam os ritmos vitais e punham em xeque antigas crenças culturais e religiosas, além de transformarem as relações sociais.
Em todo o ocidente parecia haver uma fome de progresso e de modernidade. Porto Alegre, concebida pelos governantes positivistas como o cartão de visitas do estado, começava a passar por uma renovação urbanística de grande escala. Em 1901 era fundada a Academia Rio-Grandense de Letras, o sistema educativo passava por uma reforma, começavam a aparecer os cursos superiores, já havia imprensa em várias cidades e a literatura ganhava fôlego. De acordo com Guilhermino César, "rodas literárias, revistas, livros, tudo numa inquietação salutar, assinalam esse momento, de maneira fecunda, tanto em Porto Alegre como em algumas cidades do interior. Nunca, talvez, foram tão numerosos os grupos". Segundo Sérgio da Costa Franco, "numa estrutura econômica pré-capitalista, com diminutas possibilidades de emprego na área privada, não restavam alternativas ao jovem das camadas urbanas senão o ingresso no funcionalismo público. E isso, evidentemente, implicava a adesão às clientelas do Partido Republicano, a obediência aos coronéis locais, sobretudo pelo alistamento eleitoral e o exercício do voto no situacionismo. Em tais circunstâncias, é compreensível que a maior parte dos homens de letras, no período considerado, tivesse ligação explícita ou presumida com o Partido Republicano". Porém, fora dos inescapáveis panegíricos aos líderes políticos produzidos pelos literatos deste período, "cabe acentuar que seu engajamento partidário em nada repercutia em seus textos literários, [...] desligados do exercício da cidadania".

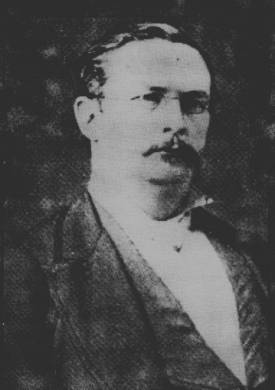
Carlos von Koseritz.

Ao mesmo tempo, o grande ciclo imigratório do século XIX havia trazido ao estado cerca de 200 mil colonos estrangeiros, que no início do século XX já haviam se multiplicado e fundado dezenas de cidades, ganhavam projeção política e econômica e cultivavam uma cultura peculiar com significativa expressão jornalística e literária em português e em línguas estrangeiras, como são exemplos entre os italianos os jornais Staffetta Riograndense e Stella d'Italia, a coletânea poética Trem da serra (1928), de Ernani Fornari, tratando exatamente da influência das correntes imigratórias na cultura do estado, a Vita e Stòria de Nanetto Pipetta de Aquiles Bernardi, folhetim escrito em talian que teve grande circulação entre 1924 e 1925, contando as aventuras do personagem-título, e entre os alemães os jornais Kolonie, Die Serra-Post e Pionier Vaterland, a vasta obra literária, científica, historiográfica e jornalística de Carlos von Koseritz, e a atividade de poetas e prosadores como Alfredo Wiedemann, Otto Meyer e Arno Philipp, entre muitos outros.
Costa Franco também assinala que deve ser lembrada, por outro lado, a oratória política como um campo de grande interesse para a compreensão do período, um "gênero literário dos mais apreciados e valorizados. Mesmo sem alcançar as glórias do texto escrito e do livro, a eloquência criativa, embora às vezes empolada e vazia, assegurava prestígio imenso aos tribunos carismáticos, cujos discursos eram glosados, repetidos e até memorizados pelos ouvintes e correligionários". Entre os grandes oradores do período estão Antônio Carlos Pereira da Cunha, Pedro Moacyr e João Neves da Fontoura. Ao mesmo tempo, o jornalismo político continuava mobilizando destacados engenhos literários, como Pedro Vergara, Rafael Cabeda, Artur Pinto da Rocha, Ana Aurora do Amaral Lisboa e Lindolfo Collor, entre outros. Não devem ser esquecidas também as produções historiográficas de intelectuais, poetas e escritores desse período de transição para a modernidade, como Albino José Ferreira Coutinho, Otávio Augusto de Faria, Alcides de Freitas Cruz, Aurélio Porto, José Romaguera da Cunha Corrêa, Vítor Russomano e Wenceslau Escobar.

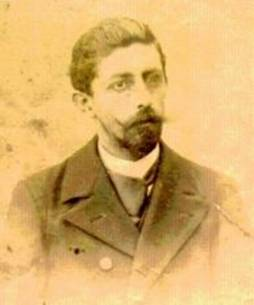
João Simões Lopes Neto.

Ainda nesta fase se deve destacar o desenvolvimento do segundo ciclo regionalista, dando continuidade aos temas e modos de abordagem que já haviam sido introduzidos pelos partenonistas, a saber: a mitificação do gaúcho como um herói de honra imaculada, bravura incomparável e virilidade exemplar; a apologia do espaço geográfico do pampa numa perspectiva de idealização, contraposto à cidade, mostrada como espaço de degradação e perda de tradições; a idealização da mulher; a associação com o jargão monarquista, e o otimismo. O segundo ciclo tem entre seus principais representantes Alcides Maya, Amaro Juvenal, Darcy Azambuja e sobretudo João Simões Lopes Neto, consagrado como o maior dos autores de literatura gauchesca desta época, com seus clássicos Cancioneiro guasca (1910), Contos gauchescos (1912) e Lendas do Sul (1913).
A principal novidade estética desta fase é a emergência do Simbolismo, onde renova-se o interesse pela subjetividade e o intimismo em associação com elementos formais classicistas, e onde já se torna agudo o conflito entre o amor à tradição e a necessidade de renovação. O movimento foi inaugurado com a Via Sacra (1902) de Marcelo Gama, e depois continuado por Zeferino Brasil, Alceu Wamosy, Álvaro Moreyra, Felipe D'Oliveira, Athos Damasceno, entre outros, e acima de todos Eduardo Guimarães, que segundo Guilhermino César "é a figura de espírito mais universal produzida pelo Simbolismo gaúcho. Amava a pureza e a harmonia de idioma, a harmonia da forma; burilava e escandia o verso. Não se abalançou a inovações escandalosas, ao contrário da generalidade dos simbolistas da primeira hora — era um comedido, beirando muita vez, pela tônica da impessoalidade, o ideal parnasiano. Mas, se observarmos melhor, ressalta é o poeta vocacional, o lírico sensível, cuja voz se dissolvia em música. [...] Seus continuadores vão ser os componentes do grupo da Praça da Misericórdia, o grupo-ponte, pois foi através dele que se deu a passagem para a poesia de cunho modernista".

## Modernismo x Regionalismo
O Modernismo literário brasileiro começa a se manifestar no fim da década de 1910, e tem seu principal marco na Semana de Arte Moderna de 1922, realizada em São Paulo. A proposta do movimento era renovar a cultura brasileira, libertando-a da dependência do passado e da herança europeia, e definir uma nova identidade sociocultural para o Brasil. Escritores do centro do país como Mário de Andrade e Oswald de Andrade abriram novos caminhos temáticos e formais, onde a ruptura com a tradição era radical, enfatizando o experimentalismo e explorando o improviso, as quebras de continuidade, neologismos, as formas abertas e imprevisíveis, o irracional, o folclore, o humor, o linguajar coloquial e espontâneo. Devido à constituição fortemente tradicionalista da sociedade e da cultura gaúchas, as novidades modernistas desencadearam uma grande resistência no Rio Grande, produziram polêmica e determinaram uma feição um pouco mais moderada ao Modernismo sulino do que aquele cultivado no centro do país, mas assim como os outros, os autores locais mostravam o desejo de pesquisar novas temáticas e novas formas de expressão, analisar o que seria essa "vida moderna" e seus efeitos sobre o campo e a cidade, e redefinir a identidade cultural do estado.

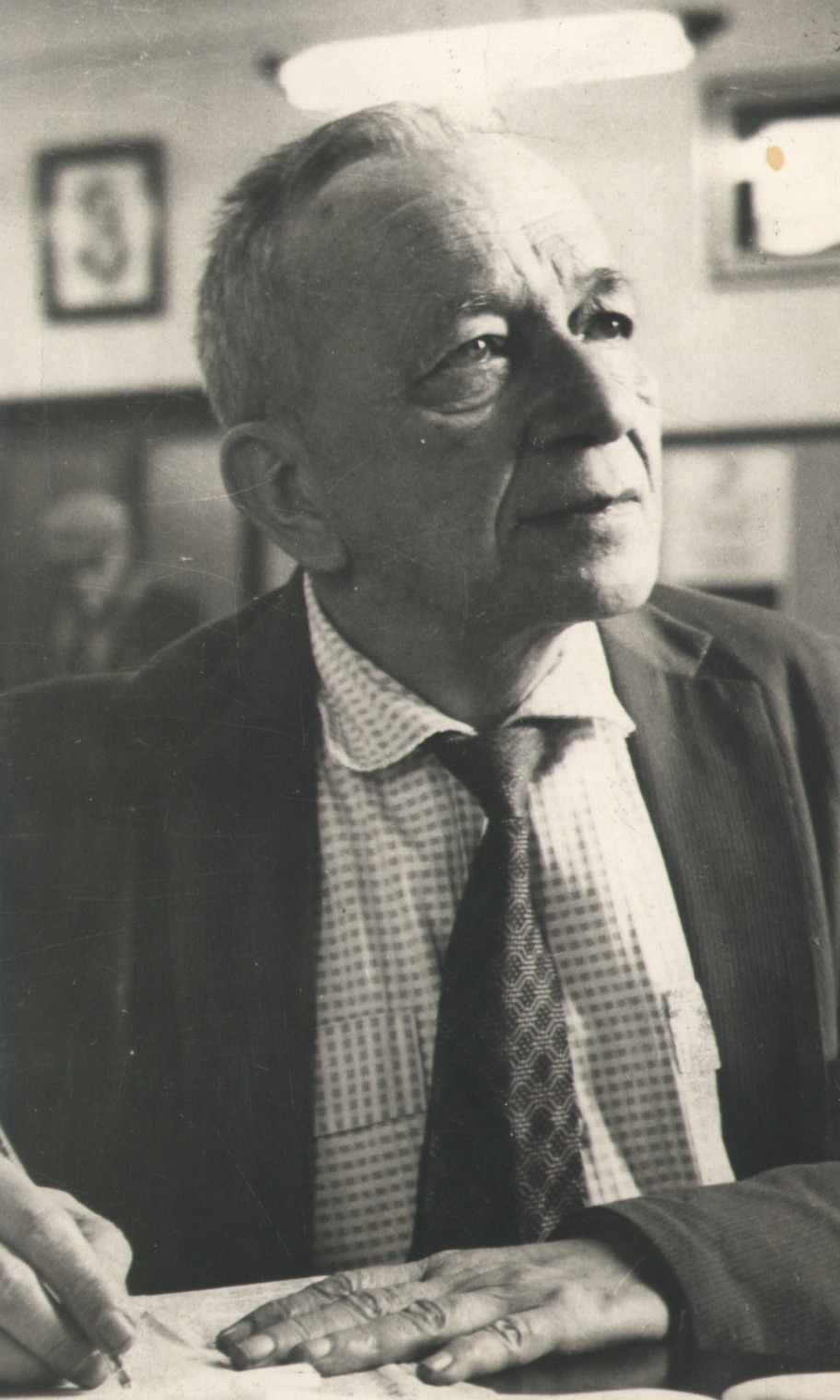
Mário Quintana.

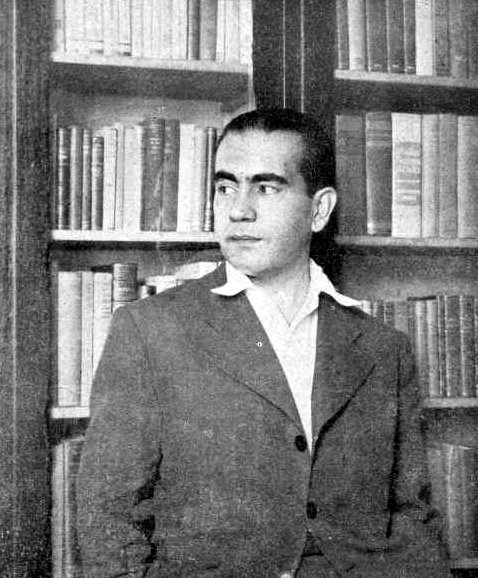
Érico Veríssimo.

Mário Quintana, Augusto Meyer, Tyrteu Rocha Vianna, Guilhermino César, Teodomiro Tostes, Pedro Vergara, Ernani Fornari, foram alguns dos líderes do movimento modernista, acompanhados por críticos como Moysés Vellinho e João Pinto da Silva, fundador da historiografia da literatura local com seu clássico A história literária do Rio Grande do Sul (1924). Raul Bopp é frequentemente citado entre os líderes modernistas, mas de fato sua obra foi produzida fora do estado e sua temática também não se relaciona com a realidade gaúcha. Nesta época a Livraria do Globo deixava a área didática e passava a publicar literatura de alta qualidade nacional e estrangeira, revelava talentos locais, e tornava-se um importante centro cultural em torno do qual gravitavam muitos escritores, tradutores e ilustradores de relevo. Em 1956 aparecia o segundo grande marco da historiografia literária, História da literatura do Rio Grande do Sul (1737 - 1902), de Guilhermino César.
O ciclo modernista perdurou até a década de 1960 com a contribuição de revistas dinâmicas como a Quixote, Fronteira e Crucial e numerosos outros escritores, entre eles Dyonélio Machado, Paulo Hecker Filho, Heitor Saldanha, Ernani Fornari, Sílvio Duncan, Felipe Daudt de Oliveira, José Paulo Bisol, Carlos Nejar, Vicente Moliterno, Itálico Marcon, Lila Ripoll, Clóvis Assumpção, mas nunca foi uma unanimidade e sempre foi muito heterogêneo, com autores explorando diversas abordagens e temáticas e mostrado variados graus de adesão ao experimentalismo. Membro da segunda geração modernista, Érico Veríssimo é por muitos considerado o maior escritor gaúcho de todos os tempos, apreciado internacionalmente, autor da celebrada trilogia O Tempo e o Vento e vários outros trabalhos no conto, no romance e na literatura infanto-juvenil. Ele é um dos expoentes do novo romance de temática urbana, que para Regina Zilberman "focaliza de modo renovador o cenário social não porque introduz Porto Alegre na literatura, mas porque desvela e questiona as contradições existentes. Através dos romances de Érico Veríssimo, Dyonélio Machado, De Souza Júnior e Reynaldo Moura, a literatura do Rio Grande do Sul afina-se ao movimento da prosa nacional, acompanhando sua trajetória rumo à investigação do lugar do homem na sociedade e na estrutura econômica".
É típico do contexto estadual que a literatura gauchesca tenha continuado a florescer ao longo de toda a revolução modernista (e continua até hoje) mais ou menos nas mesmas linhas postuladas lá no século XIX, com autores como Zeca Blau, Barbosa Lessa, Jaime Caetano Braun, Aparício Silva Rillo e uma legião de outros, mas vários regionalistas introduziram inovações significativas em sua obra, a exemplo de Aureliano de Figueiredo Pinto, Ivan Pedro de Martins, Pedro Wayne e Cyro Martins, que marcaram época com seus retratos do gaúcho muito longe da idealização, de acentuado cunho crítico, sociológico e antropológico, também rompendo com o mito da existência de uma igualdade entre as diferentes classes sociais do campo. Segundo Regina Zilberman, esses inovadores abandonam a motivação ideológica do Regionalismo tradicional, expõem a condição colonizada e adotam uma óptica pan-americana que rejeita as fronteiras nacionais, escolhendo um caminho original no conjunto da literatura brasileira. A polêmica entre os regionalistas e modernistas nunca cessou, e na avaliação de Ligia Chiappini, 
"Se é verdade que, quanto às relações do Modernismo com o Regionalismo, este venceu, de modo que a produção gaúcha permaneceu mais regionalista que moderna, é certo também que essa produção, graças ao seu regionalismo, pôde manter uma certa originalidade em relação às influências do centro, coerentemente com sua cultura particular e com o estágio de desenvolvimento da sociedade gaúcha do tempo. Se a palavra ainda estivesse na moda, se poderia dizer que o Modernismo do sul foi mais autêntico, na medida em que lhe faltava atualidade com relação ao gosto paulista, do que se ele se adaptasse simplesmente a esse gosto para inovar, renunciando às tradições da literatura local e às necessidades históricas que faziam essa tradição ainda viva. [...] Defender o cânone modernista contra o Regionalismo, como fizeram os modernistas do centro do Brasil, representa um empobrecimento tanto da realidade quanto da literatura. Mas, inversamente, atacar os modernistas, de um ponto de vista pós-moderno, como faziam os regionalistas dos anos 20, fechados nas suas particularidades, e como fazem hoje os que querem defender o Regionalismo contra o Modernismo, é apenas o mesmo movimento invertido".

## Literatura gaúcha contemporânea

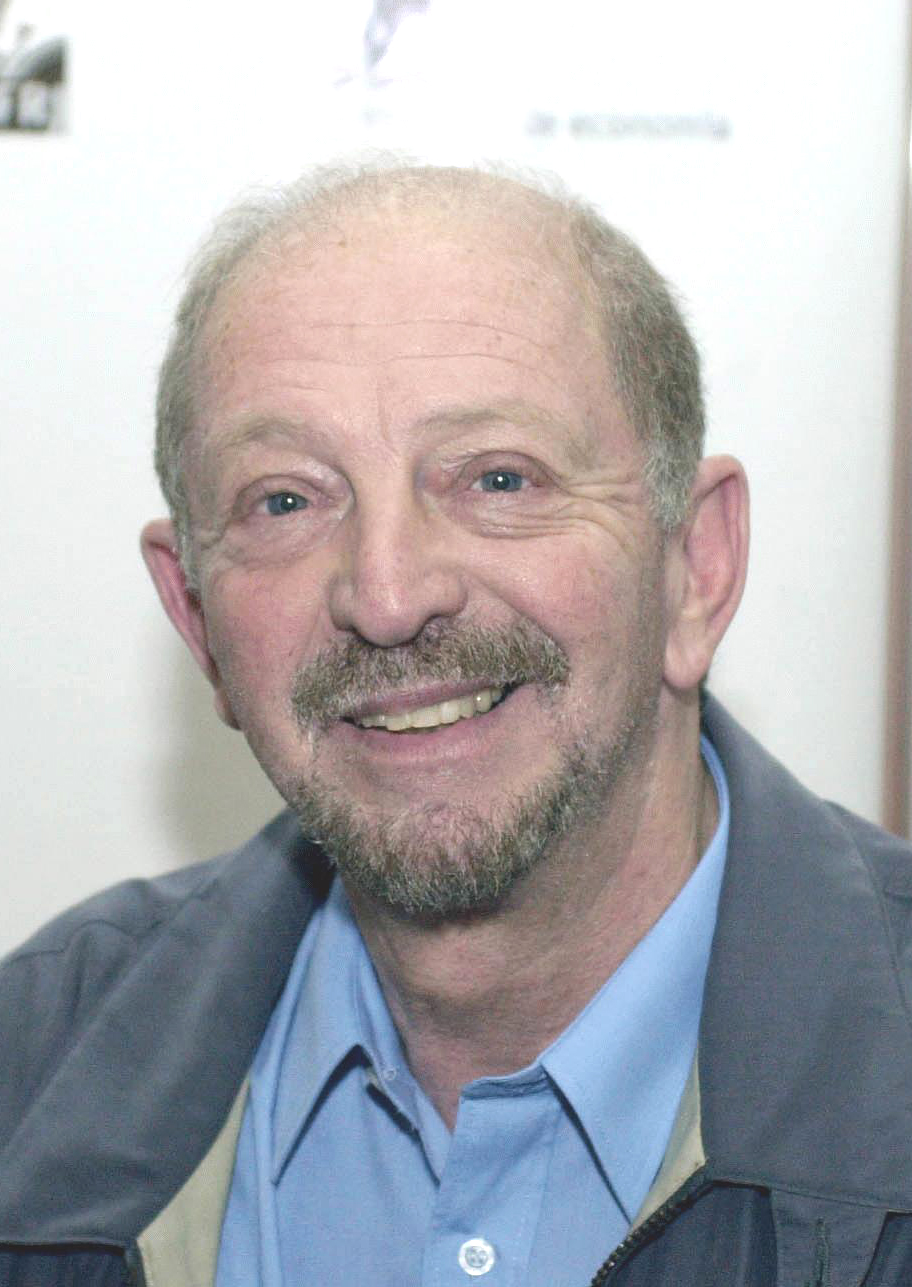
Moacyr Scliar.

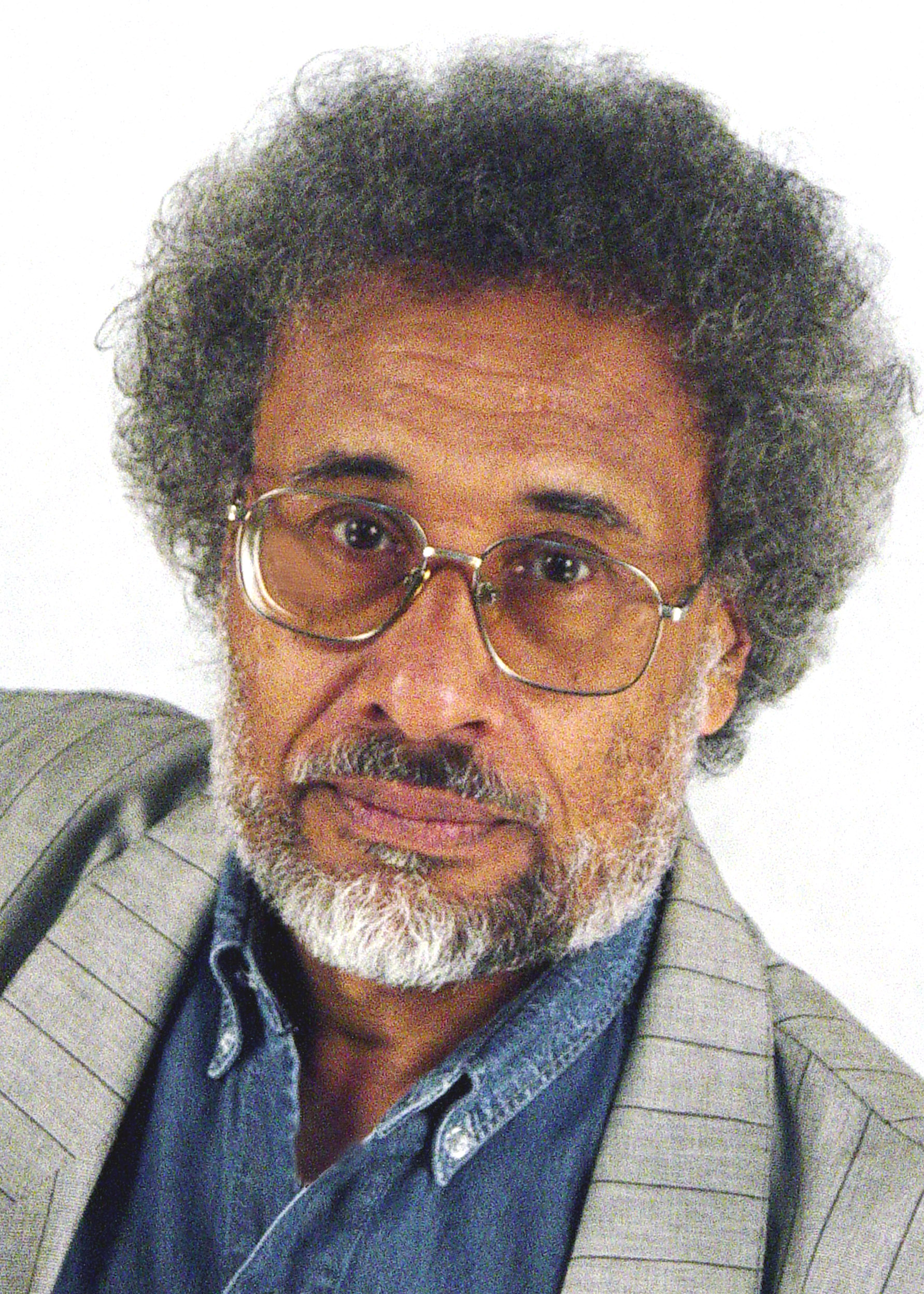
Oliveira Silveira.

A literatura rio-grandense experimenta um grande florescimento quase em todos os gêneros, e já gerou uma grande bibliografia crítica, mas os estudos sobre o período mais recente ainda são poucos. Um extenso levantamento de Almeida, Almeida & Gomes (2019) identificou no estado 939 escritores com obra publicada entre 1976 e 2016, 344 mulheres e 595 homens. De acordo com o estudo, mais de 200 autores se dedicam exclusivamente à poesia e cerca de 40% do total publicaram pelo menos uma obra de poesia; 140 estão voltados exclusivamente para a literatura infanto-juvenil, em sua maioria mulheres; 90 preferem as narrativas longas como novelas e romances; 149 trabalham as narrativas curtas como o conto e a crônica, e em sua maioria estão ligados ao jornalismo. A dramaturgia é o campo menos explorado, com apenas quatro autores ativos dedicados exclusivamente a ele, embora 21 tenham deixado pelo menos uma obra dramática. Do total, 334 autores trabalham com mais de um gênero, mas apenas três deixaram obras em todos os gêneros estudados. Deve ser notado, porém, que estes números não são um retrato completo do campo. Há muitos outros autores, alguns muito ativos, que nunca publicaram, com uma produção que circula informalmente.
Um dos principais destaques do período recente é o grande incremento da produção feminina, em vários gêneros. Também está crescendo a literatura negra, mas face ao peso do racismo e da invisibilização histórica do negro, as dificuldades para inserção no mercado são enormes, muito poucos autores conseguiram publicar, e a maior parte da produção ainda é divulgada oralmente em encontros e saraus, uma situação adversa que afeta com ainda mais intensidade as mulheres escritoras.
Contudo, o número de leitores assíduos ainda é pequeno, o sistema literário se encontra em rápida transformação, há uma poderosa concorrência da literatura de auto-ajuda e da literatura estrangeira, especialmente os best-sellers, que contam com um forte amparo midiático, os autores locais em sua grande maioria são pouco conhecidos, os custos de publicação são altos, e a emergência de muitos talentos novos problematiza sua inserção num mercado limitado, e por isso as editoras estão buscando novas maneiras de reduzir custos e atrair novos leitores, tais como publicando obras mediante a demanda, reduzindo o número das tiragens e publicando em meios eletrônicos, como no formato e-book, que tem sido muito usado.
Entre os autores gaúchos mais lidos, sua popularidade se deve em grande parte à obrigatoriedade da leitura de suas obras para os concursos vestibulares e nos cursos superiores, uma situação que Almeida, Martins & Gomes consideram preocupante, pois indica um fraco apelo da literatura local para o grande público, que ainda prefere autores de fora do estado ou do estrangeiro. Para os pesquisadores, "os autores gaúchos continuam, infelizmente, sendo lidos por 'familiares e amigos do autor', como ironiza Marcelo Rocha em Ensaio sobre o não e outros fracassos. A consciência de que vivemos este cenário na literatura do Rio Grande do Sul é o primeiro passo para que trabalhemos em uma mudança efetiva na forma de divulgação e acesso à literatura aqui produzida".
Por outro lado, tem sido organizada uma série de iniciativas oficias e privadas de fomento da escrita e da leitura, um tema que é reforçado na rede de ensino. Há cursos de Letras em várias universidades e seminários e congressos científicos são organizados regularmente; as escolas regularmente promovem atividades literárias como sessões de leitura e concursos de poesia; oficinas de criação, rodas de poesia, saraus e outros eventos literários acessíveis ao grande público ocorrem com frequência, alguns deles atraindo multidões, como a Feira do Livro de Porto Alegre. Há vários prêmios literários em vigência no estado, alguns de grande tradição. O mais prestigiado é o Prêmio Açorianos de Literatura, oferecido pela Prefeitura de Porto Alegre.
Vários autores locais são reconhecidos nacionalmente. Entre os mais conhecidos e premiados estão, entre outros, Carlos Nejar, Armindo Trevisan, Lara de Lemos, Moacyr Scliar, Telmo Vergara, Fabrício Carpinejar, Josué Guimarães, Luís Fernando Veríssimo, Lya Luft, Veronica Stigger, André Neves, Dimas Costa, José Clemente Pozenato, Martha Medeiros, Aldyr Schlee, Sergio Faraco, Tabajara Ruas, Letícia Wierzchowski, Luiz de Miranda, Paulo Scott, Oliveira Silveira, Luiz Antonio de Assis Brasil, Cláudia Tajes, João Gilberto Noll, Luisa Geisler, Jeferson Tenório, Caio Fernando Abreu, Charles Kiefer.

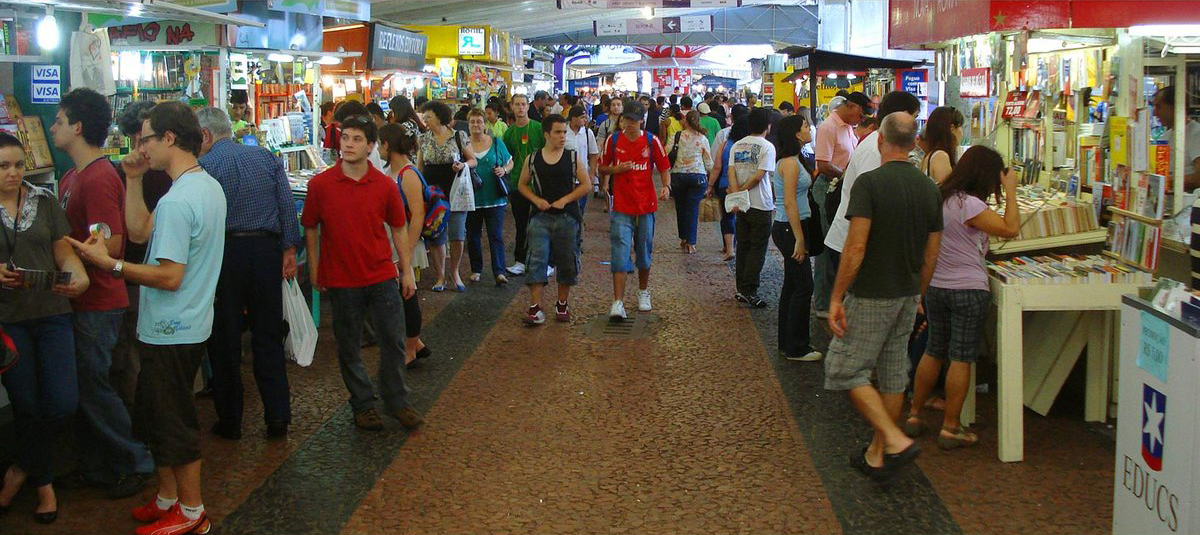
Feira do Livro de Porto Alegre